# 파시온 데 가빌라네스
《파시온 데 가빌라네스》(스페인어: Pasión de gavilanes)은 2003년부터 2004년까지 방영된 콜롬비아의 텔레노벨라이다.

## 줄거리
가난한 소녀 리비아가 부유한 노신사 베르나르도와 사랑에 빠지는데 리비아는 임신하기에 이른다. 베르나르도가 갑자기 사망하고, 베르나르도가 유부남인지 몰랐던 리비아는 자살한다. 이에 리비아의 세 오빠는 베르나르도 가족에게 복수하기 위해 베르나르도 댁에 일꾼으로 들어간다. 그런데 리비아의 큰오빠 후안은 베르나르도의 큰딸 노르마를 사랑하게 된다는 이야기이다.

## 등장인물

### 주요 인물
- 후안 레예스(리비아의 큰오빠) - 마리오 시마로(Mario Cimarro)
- 노르마 엘리손도(가브리엘라의 차녀) - 다나 가르시아(Danna García)

### 레예스 댁
- 오스카 레예스(차남, 후안의 동생) - 후안 알폰소 밥티스타(Juan Alfonso Baptista)
- 프랑코 레예스(3남, 후안의 동생) - 미셸 브라운(Michel Brown)
- 리비아 레예스(후안의 여동생, 베르나르도의 연인) - 아나 루시아 도밍게즈(Ana Lucía Domínguez)
- 로자리오 몬테(프랑코의 연인) - 자릭 레온(Zharick León)

### 엘리손도 댁
- 사리타 엘리손도(가브리엘라의 장녀) - 나타샤 클라우스(Natasha Klauss)
- 히메나 엘리손도(가브리엘라의 3녀) - 파올라 레이(Paola Rey)
- 가브리엘라 엘리손도(노르마의 모) - 크리스티나 릴리(Kristina Lilley)
- 마틴 아세베도(노르마의 외조부) - 올헤 카오(Jorge Cao)
- 베르나르도 엘리손도(가브리엘라의 남편, 리비아의 연인) - 헤르만 로하스(Germán Rojas)
- 페르난도 에스캔든(노르마의 남편) - 후안 파블로 수크(Juan Pablo Shuk)
- 에바(엘리손도 댁 집사) - 글로리아 고메즈(Gloria Gómez)